# Furusiyya

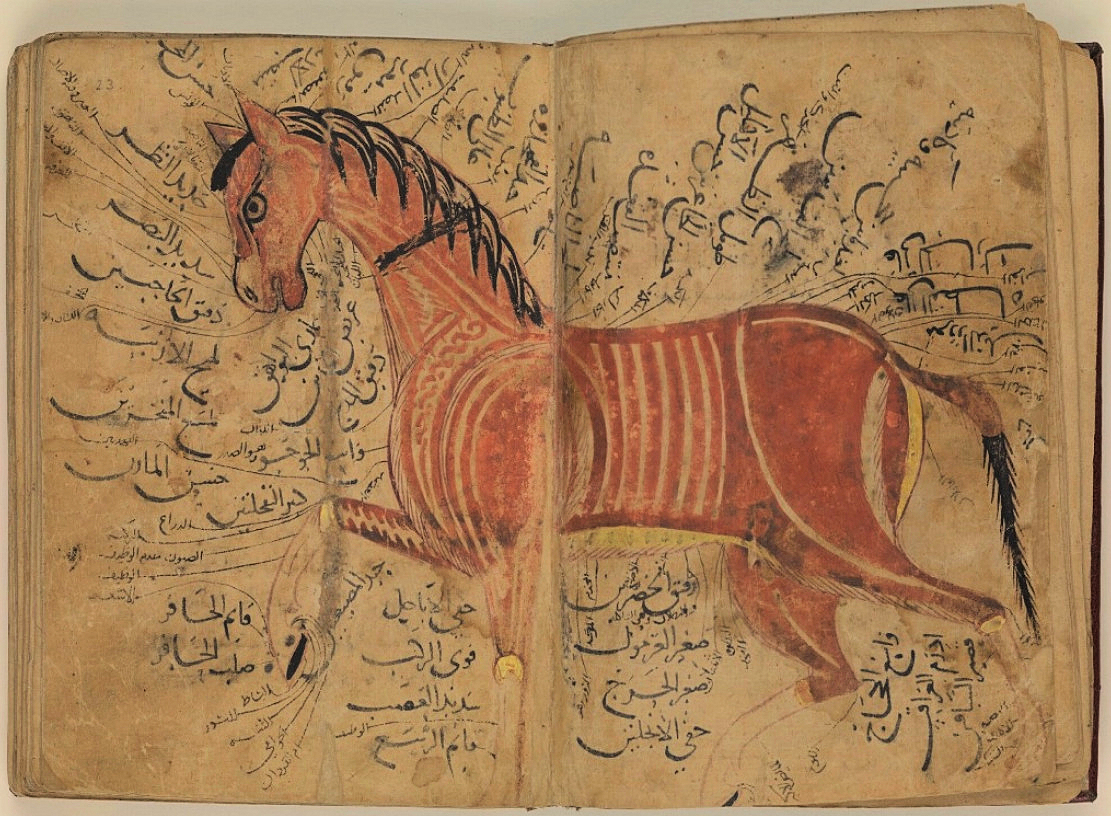
Illustrazione dei "punti positivi " di un cavallo, manoscritto del XIII secolo del Kitāb al-bayṭara di Aḥmad ibn ʿAtīq al-Azdī.

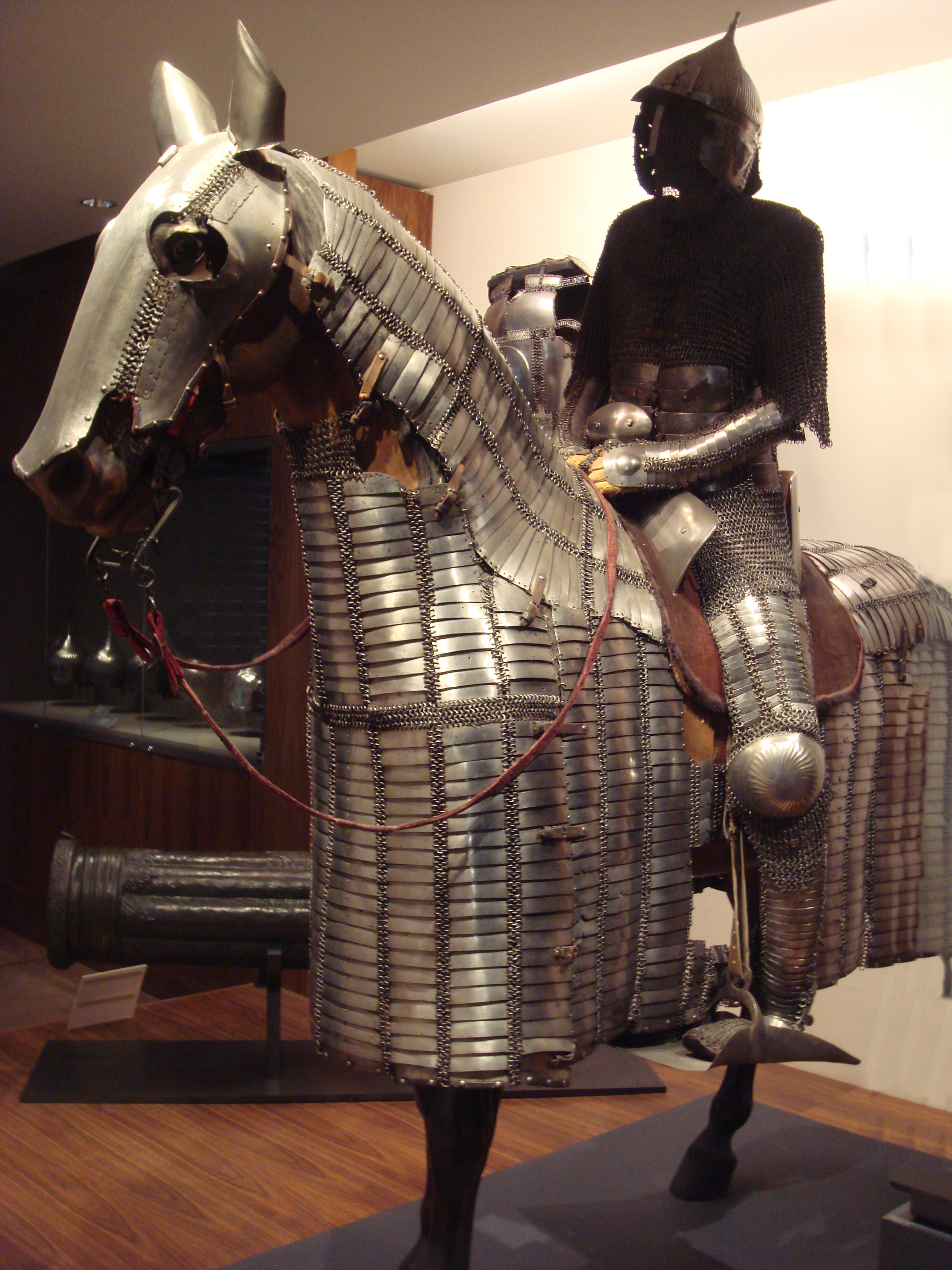
Armatura di cavallo egiziana tardo mamelucca / prima ottomana (Egitto, 1550 circa; Musée de l'Armée).

Furūsiyya (فروسية‎), anche traslitterato come furūsīyah, è il termine arabo storico per l'esercizio marziale equestre. 
La furūsiyya come scienza si occupa in particolare delle arti marziali e dell'equitazione dell'età d'oro dell'Islam e del periodo mamelucco (all'incirca dal X al XV secolo), raggiungendo il suo apice nell'Egitto mamelucco durante il XIV secolo. 
I suoi rami principali riguardavano l'equitazione (compresi aspetti sia dell'ippologia che dell'equitazione), il tiro con l'arco e l'uso della lancia, con l'aggiunta della spada come quarta arma nel XIV secolo. 
Il termine è una derivazione di faras (فرس‎) "cavallo", e in arabo standard moderno significa "equitazione" in generale. Il termine per indicare il "cavaliere" è fāris, che è anche l'origine del rango spagnolo di alférez. Il termine perso-arabo per "letteratura Furūsiyya " è faras-nāma  o اسب‎.

## Storia

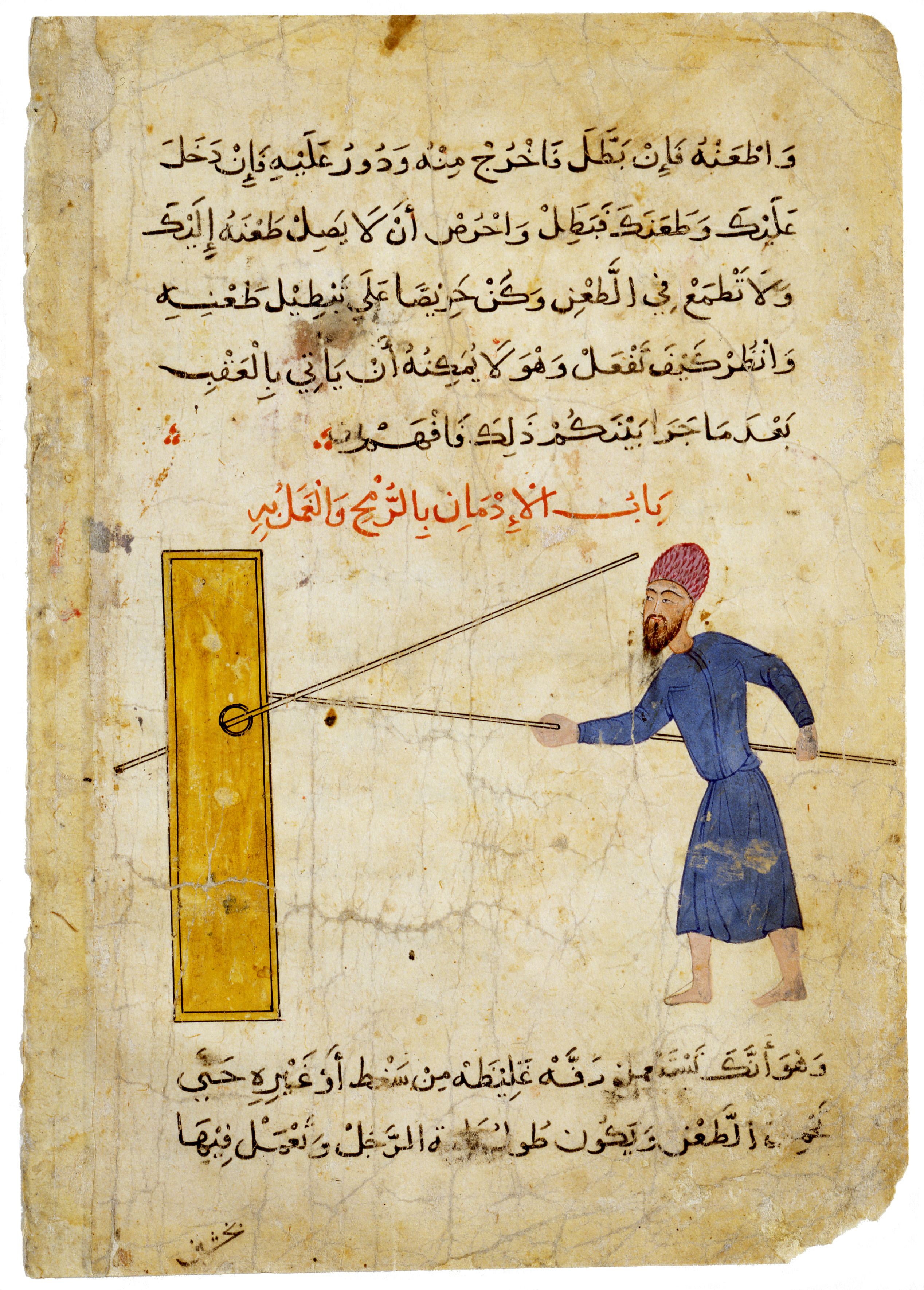
Manoscritto della tarda epoca mamelucca sull'allenamento con la lancia (The David Collection Inv. N. 19/2001, c. 1500).

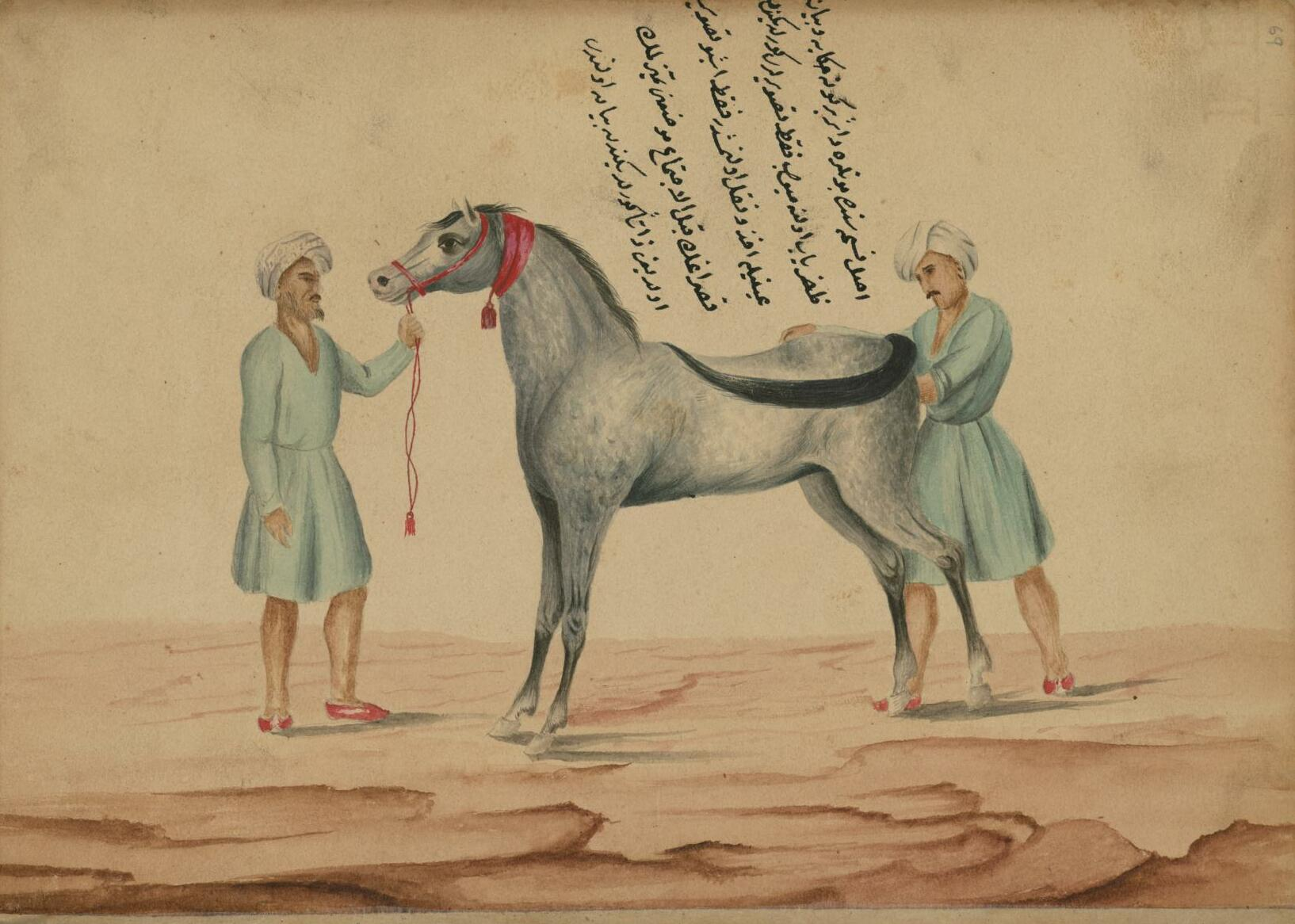
Illustrazione da una copia tardo ottomana di Tuhfat ül-farisin fi ahval-i huyul il-mucahidin, una versione turca di un trattato furusiyya, di Ahmed 'Ata Tayyarzade (scritto 1854-1855).

La letteratura Furusiyya, la tradizione letteraria araba della medicina veterinaria (ippiatria) e dell'equitazione, proprio come nel caso della medicina islamica umana, fu adottata all'incirca da fonti greche bizantine nel IX-X secolo. Nel caso della furusiyya, la fonte immediata è la raccolta bizantina di medicina veterinaria nota come Hippiatria (V o VI secolo); la stessa parola per "veterinario" in arabo, bayṭar, è un prestito del greco ἱππιατρός hippiatros.
La prima fonte nota di trattato in arabo è dovuta a Ibn Akhī Hizam ابن أخي حزام‎), un comandante dell'era abbaside e maestro stabile del califfo Al-Muʿtadid, autore di Kitāb al-Furūsiyya wa 'l-Bayṭara ("Libro di equitazione e ippiatria"). Ibn al-Nadim, alla fine del X secolo, registra la disponibilità a Baghdad di numerosi trattati su cavalli e medicina veterinaria attribuiti ad autori greci.
La disciplina raggiunge il suo apice nell'Egitto mamelucco durante il XIV secolo. In senso stretto del termine, la letteratura furūsiyya comprende opere di scrittori militari professionisti con un retroterra mamelucco o stretti legami con la nobiltà mamelucca. Questi trattati citano spesso opere pre-mamelucche sulla strategia militare. Alcune delle opere sono state scritte a scopi didattici. Il trattato versificato più noto è quello di Taybugha al-Baklamishi al-Yunani ("il greco"), che intorno al 1368 scrisse la poesia al-tullab fi ma'rifat ramy al-nushshab. A questo punto, la disciplina del furusiyya si distacca sempre più dalle sue origini della medicina veterinaria bizantina e si concentra maggiormente sulle arti militari. 
Le tre categorie di base di furūsiyya sono l'equitazione (compresi gli aspetti veterinari delle cure adeguate per il cavallo, le tecniche di guida), il tiro con l'arco e la carica con la lancia. Ibn Qayyim al-Jawziyya aggiunge la spada come quarta disciplina nel suo trattato Al-Furūsiyya (1350).
I faras-nāma persiani,  possono essere datati solo dalla metà del XIV secolo, ma la tradizione sopravvisse più a lungo in Persia, durante l'era safavide. Un trattato di Abd-Allāh Ṣafī, noto come Bahmanī faras-nām (scritto nel 1407/1408) si dice conservi un capitolo di un testo del XII secolo (era Ghaznavide) altrimenti perduto. Esiste un candidato per un altro trattato di questa età, esistente in un unico manoscritto: il trattato attribuito a un Moḥammad b. Moḥammad b. Zangī,  noto anche come Qayyem Nehāvandī, è stato provvisoriamente datato come del XII secolo. Alcuni dei trattati persiani sono traduzioni dall'arabo. Un'opera breve, attribuita ad Aristotele, è una traduzione persiana dall'arabo. Presumibilmente ci sono anche trattati tradotti in persiano dall'indostano o dal sanscrito. Questi includono i Faras-nāma-ye hāšemī di Zayn-al-ʿĀbedīn Ḥosaynī Hašemī (scritti nel 1520), e il Toḥfat al-ṣadr  di Ṣadr-al-Dīn Moḥammad Khan b. Zebardast Khan (scritto nel 1722/1723). I testi che si pensava fossero stati originariamente scritti in persiano includono Asb-nāma  di Moḥammad b. Moḥammad Wāseʿī (scritto nel 1365/1366; Teheran, Ketāb-ḵāna-ye Malek  Numero SM 5754). Un elenco parziale dei più noti esempi di letteratura faras-nāma persiana è stato pubblicato da Gordfarāmarzī (1987).

## Faris

Faris, di January Suchodolski (1836).

Anche il termine furūsiyya, proprio come la sua cavalleria parallela in Occidente, sembra aver sviluppato un significato più ampio di "ethos marziale". Il furusiyya arabo e la cavalleria europea si sono entrambi influenzati a vicenda come mezzo di un codice guerriero per i cavalieri di entrambe le culture.
Il termine fāris (فارس‎) per "cavaliere" ha quindi adottato qualità paragonabili a quelle del cavaliere occidentale. Ciò potrebbe includere uomini liberi (come Usama ibn Munqidh) o guerrieri professionisti non liberi, come ghulam e mamelucchi. Il soldato dell'era mamelucca era addestrato all'uso di varie armi come scimitarra, lancia, lancia da cavalleria, giavellotto, mazza, arco e frecce e tabarzin o ascia (da cui le guardie del corpo mamelucco note come tabardariyya), così come la lotta.